# Magori
Le magori est une des langues de la pointe papoue, une langue océanienne, parlée dans la Province centrale (Papouasie-Nouvelle-Guinée), à l'extrémité orientale de Table Bay, à l'embouchure des rivières Bailebo-Tavenei. Très proche du suau, son vocabulaire est fortement influencé par le mailu qui est une langue papoue, non océanienne. Il ne restait plus qu'une centaine de locuteurs en 2000 qui employaient le suau, le mailu ou le hiri motu. D'après Ethnologue.com, il serait presque éteint.